# Strongylosoma stigmatosum

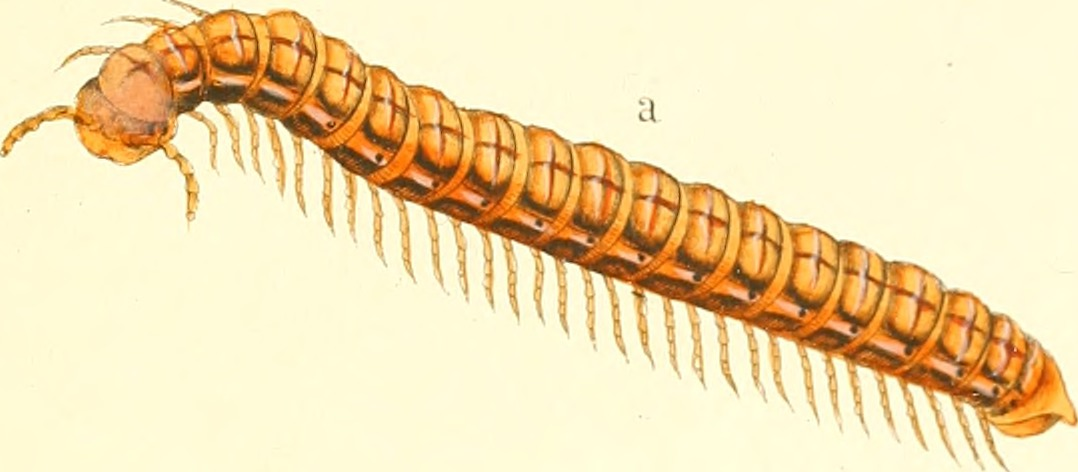
Eine Zeichnung der Art des Myriapodenexperten Carl Ludwig Koch

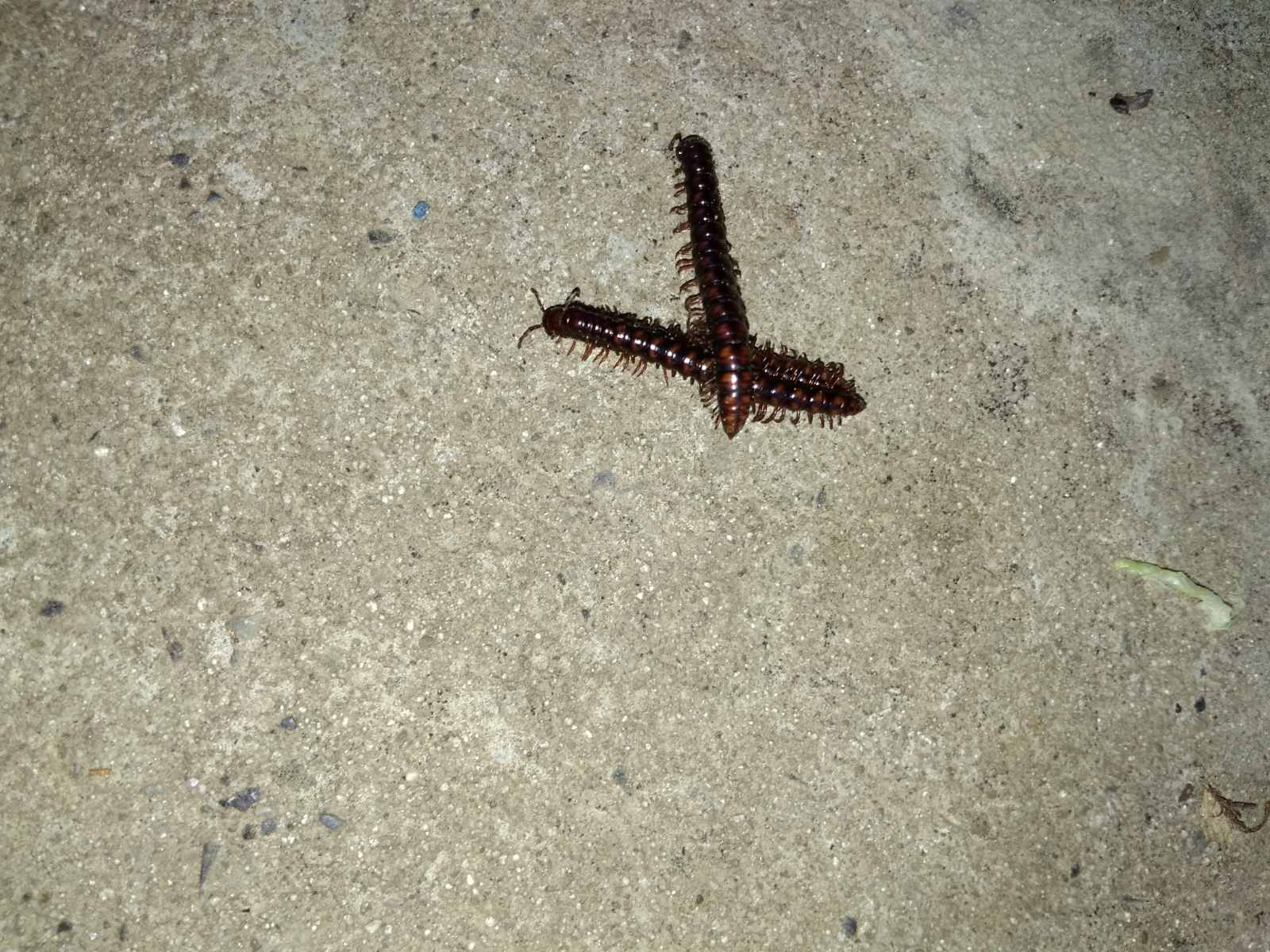
Zwei Exemplare aus der Ukraine

Strongylosoma stigmatosum ist eine Art der zu den Doppelfüßern gehörenden Bandfüßer und im östlichen Europa beheimatet. Die Art zeigt ein auffälliges Verhalten zur Paarungszeit, wenn sich die Männchen von den Weibchen tragen lassen.

## Merkmale
Die Körperlänge der adulten Tiere beträgt 15–23 mm. Der Körper ist dunkel und glänzend, es sind keine Ommatidien vorhanden. An den Seiten der Körperringe befinden sich keine Seitenflügel (Paranota), sondern stattdessen wenig vorspringende Kiele, die dem Tier ein perlschnurartiges Aussehen verleihen. Diese Seitenkiele sind wenig auffällig. Insgesamt erinnert der Körperbau an den der Schnurfüßer, jedoch weist S. stigmatosum nur 20 Körperringe auf, die durch die Seitenkiele knotig verdickt wirken, während Schnurfüßer adult mehr Körperringe aufweisen, die keine Verdickungen an den Seiten aufweisen. Ebenfalls zu Verwechslungen kann es mit dem Samenfüßer Craspedosoma rawlinsii kommen. Dieser hat jedoch adult 30 Körperringe, Augen und weist weitere typische Merkmale der Samenfüßer auf.

## Verbreitung
Die Art ist in Südosteuropa, Osteuropa und dem östlichen Mitteleuropa verbreitet und hier häufig. Zu den Ländern mit bekannten Vorkommen gehören Russland, die Ukraine, Belarus, Litauen, Bulgarien, Rumänien, Ungarn, die Slowakei, Polen, Tschechien, Österreich, Serbien, Kroatien, Slowenien, Italien und Deutschland. In Deutschland erreicht die Art an der Saale und in Oberfranken ihre westliche Verbreitungsgrenze. Weiter westlich gab es noch einen Fund eines verschleppten Exemplars bei Wiesbaden. Die Art hat sich von eiszeitlichen Rückzugsgebieten in Osteuropa aus nach Deutschland ausgebreitet.
In Deutschland lebt die Art in Sachsen, im Osten Thüringens, im Süden von Sachsen-Anhalt und im Nordosten Bayerns. Eventuell kommt die Art auch noch im Nordosten Brandenburgs und dem östlichsten Teil von Mecklenburg-Vorpommern vor. In Deutschland ist die Art selten und nur im Osten zu finden. Dennoch gilt sie als ungefährdet.

## Lebensraum
In Deutschland lebt die Art vor allem in den Mittelgebirgen, bevorzugt kalkreiche und feuchte Gebiete und findet sich daher in Bachschluchten und feuchteren Laub(misch)wäldern, an Flussufern, aber auch auf Wiesengelände, in Feldgehölzen und seltener in Parks und Gärten. In Sachsen lebt die Art vor allem in bewaldeten Bachtälern und feuchten Laubwäldern, im Osterzgebirge zeigt die Art ein relativ hohes Wärmebedürfnis. Das verschleppte Tier in Hessen wurde an einem Ackerrand unter Holz gefunden. Die Art gilt als Waldart. S. stigmatosum lebt auf der Bodenoberfläche (epedaphisch). Man findet die Tiere oft zwischen Laubblättern des Falllaubes, unter Totholz und Rinde.

## Lebensweise
Die meisten Funde der Art stammen zwischen April und Juni, aber auch von Juli bis Oktober wird sie regelmäßig gefunden.
Während der Paarungszeit im Frühjahr ist die Art auch durch ihr auffallendes Verhalten unverkennbar. Dann läuft sie ohne Deckung frei und recht flink umher und regelmäßig findet man „Doppeldecker“ aus Männchen und Weibchen. Dabei hält sich das Männchen auf dem Rücken des Weibchens fest und lässt sich von diesem Tage bis Wochen herumtragen. Dabei ist es ständig bemüht, sich am Körper des Weibchens festzuhalten und immer wieder nach vorn zu klettern, wenn es ein wenig den Halt verloren haben sollte. Auch in der Schutzspirale (bei Gefahr rollen sich die Tiere seitlich ein) und noch nicht einmal zur Nahrungsaufnahme verlässt das Männchen den Rücken der Partnerin. Es frisst während ihrer Ruhephasen, indem es sich seitlich herunterbeugt. Die Ursache für dieses eigentümliche Verhalten ist bisher unklar. Vermutlich wartet das Männchen auf einen günstigen Zeitpunkt zur Kopulation und/oder bleibt nach der Kopulation noch einige Zeit beim Weibchen, um andere Männchen an weiteren Paarungen mit diesem Weibchen zu hindern. Ein solches Verhalten zeigt von den mitteleuropäischen Arten nur S. stigmatosum.
Bei in-vitro-Experimenten fraßen adulte Tiere 2,8–17,1 mg Frischmasse an Laubstreu pro Tag. Dabei wurden nur Blätter gefressen, die zuvor von anderen Organismen aufgeschlossen wurden, frische Blätter wurden gemieden. Die Art zeigte eine Präferenz für die Blätter der Hainbuche gegenüber Rotbuche, Eichen-Arten oder Nadeln von Kiefern und Fichten. Von den Nadelbäumen wurden die Nadeln der Gemeinen Fichte bevorzugt.

## Taxonomie
Die Art wurde 1830 von Karl Eduard Eichwald unter dem Namen Julus stigmatosus erstbeschrieben. Manchmal wird als originaler Name auch Iulus stigmatosum angegeben. Es gibt eine Reihe von Synonymen der Art. Dazu zählen:
- Iulus pallipes Olivier, 1792
- Julus pallipes Olivier, 1792
- Polydesmus pallipes (Olivier, 1792)
- Strongilosoma juloides Brandt
- Strongilosoma pallipes (Olivier, 1792)
- Strongylosoma balcanicum Schubart, 1934
- Strongylosoma corrugatum (Koch, 1847)
- Strongylosoma ferrugineum (Koch, 1847)
- Strongylosoma iuloides Brandt, 1833
- Strongylosoma pallipes (Olivier, 1792)
- Strongylosoma vejdovskyi Nĕmec, 1895
- Triarthrosoma pallipes (Olivier, 1792)
- Tropisoma corrugatum Koch, 1847
- Tropisoma ferrugineum Koch, 1847
- Tropisoma pallipes (Olivier, 1792)

Die Gattung Strongylosoma besteht aus über 80 verschiedenen Arten, von denen S. stigmatosum in Mitteleuropa die einzige ist. Die Gattung gehört zur Tribus Paradoxosomatini innerhalb der Unterfamilie Paradoxosomatinae. S. stigmatosum ist die Typusart der Gattung.

### Unterarten
Es gibt zwei Unterarten von S. stigmatosum. Diese sind:
- Strongylosoma stigmatosum balcanicum Schubart, 1934
- Subspecies Strongylosoma stigmatosum stigmatosum (Eichwald, 1830)